# آرامگاه‌های شرقی دودمان چینگ
آرامگاه‌های شرقی دودمان چینگ (انگلیسی: Eastern Qing tombs) مجموعه‌ای از آرامگاه‌های امپراتوری دودمان چینگ است که در زون‌هوا واقع شده و حدود ۱۲۵ کیلومتر شمال‌شرقی پکن قرار دارد. این مجموعه بزرگ‌ترین، کامل‌ترین و بهترین حفظ‌شده‌ترین مجموعه آرامگاه‌های یادمانی در چین است. در اینجا پنج امپراتور (امپراتور شون‌ژی، کانگ‌شی، امپراتور چیان‌لونگ، امپراتور شیان‌فنگ و امپراتور تونگ‌ژی)، ۱۵ امپراتریس، ۱۳۶ معشوقه امپراتوری، سه شاهزاده و دو شاهزاده‌خانم از دودمان چینگ دفن شده‌اند. این آرامگاه‌ها توسط کوه‌های چانگری، جین‌ژینگ، هوانگ‌هوا و ینگ‌فی دائو یانگ احاطه شده‌اند و مساحت کلی این مجموعه ۸۰ کیلومتر مربع (۳۱ مایل مربع) است.

## توصیف

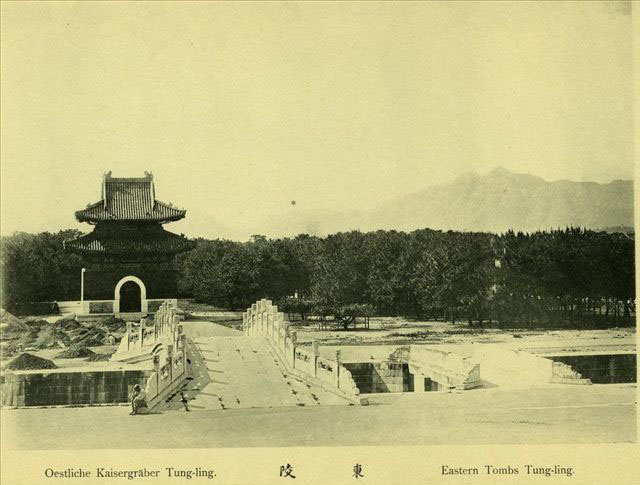
آرامگاه‌های شرقی چینگ در سال ۱۹۰۰

در مرکز آرامگاه‌های شرقی چینگ، شیائولینگ قرار دارد که آرامگاه امپراتور شون‌ژی (۱۶۳۸–۱۶۶۱) است که نخستین امپراتور چینگ بود که بر چین حکمرانی کرد. شون‌ژی همچنین نخستین امپراتوری بود که در این منطقه دفن شد. در کنار او، امپراتریس شیاوکانگ‌ژانگ (مادر کانگ‌شی) و همسر دونگگو دفن شده‌اند. آرامگاه‌های مهمی که در شرق آرامگاه شون‌ژی قرار دارند عبارتند از جینگ‌لینگ (آرامگاه امپراتور کانگ‌شی) و هوی‌لینگ (آرامگاه امپراتور تونگ‌ژی). در غرب، آرامگاه‌های یولینگ (آرامگاه امپراتور چیان‌لونگ)، دینگ‌دونگ‌لینگ (آرامگاه مادر امپراتور تزی‌شیء و امپراتریس مادر سی‌آن) و دینگ‌لینگ (آرامگاه امپراتور شیان‌فنگ) قرار دارند.
تمام آرامگاه‌های امپراتوری در آرامگاه‌های شرقی چینگ از الگویی که نخستین بار در آرامگاه شیائولینگ امپراتور شون‌ژی ایجاد شده است، پیروی می‌کنند. طراحی اصلی شامل سه بخش است: راه روحانی، کاخ‌ها و آشپزخانه‌های قربانی. آرامگاه شیائولینگ از نظر راه روحانی پیچیده‌ترین است و شامل ساختارهایی از جمله (از جنوب به شمال) یک دروازه سنگی، ستون‌های از هم‌گسیخته شرقی و غربی، دروازه بزرگ کاخ، سالن تغییر لباس، پناهگاه سنگی مهر الهی، تندیس‌های سنگی، دروازه اژدها و ققنوس، پل تک‌طاق، پل هفت‌طاق، پل پنج‌طاق، ستون‌های از هم‌گسیخته شرقی و غربی، پل‌های سه‌راهی سه‌طاق و پل تخت است. بخش کاخ شیائولینگ شامل ساختارهای زیر است (از جنوب به شمال): پناهگاه ستون‌های راه روحانی، سالن‌های شرقی و غربی برای مقامات دربار، دروازه لانگ‌آن، بخاری‌های قربانی شرقی و غربی، سالن‌های جانبی شرقی و غربی، سالن لانگ‌آن (چینی: 隆恩殿; پین‌یین: Lóng'ēn Diàn; ت.ت. 'Hall of Enormous Grace'; زبان منچو: baili be ujelere deyen)، دروازه اتاق دفن، دروازه دوستونه، قطعه‌های سنگی مذهبی، شهر مربعی، برج یادبود، صفحه شیشه‌ای، شهر نیم‌دایره، قلعه ارزشمند و تپه‌ای که قصر زیرزمینی در زیر آن قرار دارد. شمال کاخ با دیوارهایی بسته شده بود. بخش آشپزخانه‌های قربانی در سمت چپ بخش کاخ قرار داشت و شامل یک مجموعه دیواری است که آشپزخانه‌های قربانی اصلی (محلی که غذای قربانی پخته می‌شد)، انبارهای قربانی جنوبی و شمالی و کشتارگاهی که در آن گاوها و گوسفندان ذبح می‌شدند، در آن قرار دارند.
جینگ‌لینگ آرامگاه امپراتور کانگ‌شی است و با وجود اینکه او ممکن است بزرگ‌ترین امپراتور دودمان چینگ باشد، نسبت به شخصیت او، آرامگاه او به‌طور شگفت‌انگیزی ساده است. راه روحانی که به آرامگاه می‌رسد دارای پلی پنج‌طاق زیبا است؛ نگهبانان در جایی منحصر به فرد و نزدیک به آرامگاه قرار دارند و تزئینات آن‌ها نسبت به آرامگاه‌های پیشین بیشتر است.
یولینگ، آرامگاه امپراتور چیان‌لونگ (چهارمین امپراتور دودمان چینگ) یکی از باشکوه‌ترین آرامگاه‌ها در تاریخ چین است. یولینگ دارای بهترین اتاق دفن است که شامل مجموعه‌ای از نه طاق جدا شده توسط چهار در سنگی است که در عمقی معادل ۵۴ متر (۱۷۷ فوت) قرار دارد. از اولین دروازه سنگی، تمام دیوارها، سقف‌های طاق‌دار و دروازه‌ها با تصاویری از بودیسم مانند چهار پادشاه آسمانی، هشت بوداسف، ۲۴ بودا، شیرها، هشت گنج و بیش از ۳۰٬۰۰۰ کلمه از متون تبتی و سانسکریت پوشانده شده است. درهای ۳ تنی خود دارای برجسته‌کاری‌هایی از بوداسف‌ها (افرادی که در مسیر روشن‌گری قرار دارند) و چهار پادشاه محافظ هستند که معمولاً در دروازه‌های معابد دیده می‌شوند. امپراتور چیان‌لونگ (درگذشته در ۱۷۹۹) مکان آرامگاه خود را در سال ۱۷۴۲ انتخاب کرد و ساخت آن در سال بعد آغاز شد. ساخت این آرامگاه در سال ۱۷۵۲ به پایان رسید، اما در سال‌های ۱۷۵۵ تا ۱۷۶۲ به گسترش آن پرداخته شد. در این زمان، شهر مربعی، برج یادبود، قلعه ارزشمند و همچنین دو سالن جانبی به‌طور جدید ساخته شدند.
دینگ‌دونگ‌لینگ، آرامگاه تزی‌شیء به دلیل تزئینات بسیار لوکس آن برجسته است. سالن لانگ‌آن همراه با سالن‌های جانبی شرقی و غربی از چوب‌های قرمز با ارزش ساخته شده است. تمام سه سالن با نقاشی‌های رنگی لعابی طلا، اژدهای طلایی و نرده‌های سنگی حکاکی شده تزئین شده‌اند. امروز، سالن اصلی دارای تصاویری است که در سال ۱۹۰۳ توسط استودیوی عکس تزی‌شیء در کاخ تابستانی پکن تولید شده است. در تمام جاها یادآورهای شهر ممنوعه دیده می‌شود، مانند دهانه‌های تراس که به شکل اژدهایان آبی‌دوست حکاکی شده‌اند. درون آن دارای موتیف‌هایی است که با رنگ طلا روی چوب‌های تاریک به زیبایی نقاشی شده‌اند، که یادآور ساختمان‌هایی است که او در آخرین سال‌های زندگی خود در آن‌ها اقامت داشت. دیوارهایی از آجرهای حکاکی‌شده و طلایی و اژدهایان چوبی ترسناکی که از ستون‌ها پایین می‌آیند، نیز دیده می‌شود.
ژائوشی‌لینگ، آرامگاه امپراتریس مادر شیائوژوانگ، مادر امپراتور شون‌ژی در شرق ورودی راه روحانی قرار دارد که به آرامگاه شون‌ژی می‌رسد. شیائوژوانگ به‌طور گسترده‌ای معتقد است که نقش مهمی در تثبیت قدرت دودمان چینگ ایفا کرده است. این آرامگاه ابتدا به عنوان یک سالن استراحت موقت تحت هدایت امپراتور کانگ‌شی شروع شد، که نوه شیائوژوانگ بود و خواسته‌های او را در انجام این ترتیبات پیروی می‌کرد. سالن موقت در سال ۱۷۲۵ به آرامگاه ژائوشی‌لینگ تبدیل شد، در دوران حکومت امپراتور یونگ‌ژنگ.
آرامگاه‌های امپراتریس مادر تزی‌شیء و امپراتور چیان‌لونگ در سال ۱۹۲۸ توسط نیروهای تحت فرماندهی سردار سان دیان‌ینگ غارت شد. آرامگاه‌های دیگر در دهه‌های ۱۹۴۰ و ۱۹۵۰ غارت شدند و تنها آرامگاه امپراتور شون‌ژی دست‌نخورده باقی ماند. آرامگاه چهار نفر از آن‌ها، یعنی امپراتور چیان‌لونگ، امپراتریس مادر تزی‌شیء و دو معشوقه ام
پراتوری همچنان باقی‌مانده است، که آن‌ها در گذشتهٔ به عنوان آرامگاه‌های یادمانی به‌شمار می‌رفته‌اند.